# IJslands voetbalelftal in 2006
Het IJslands voetbalelftal speelde in totaal zes interlands in het jaar 2006, waarvan vier in de kwalificatiereeks voor het Europees kampioenschap voetbal 2008. De selectie stond voor het eerst onder leiding van bondscoach Eyjólfur Sverrisson, die na de laatste interland in 2005 werd aangesteld door de IJslandse voetbalbond (Knattspyrnusamband Íslands). De eerste wedstrijd onder Sverrisson, een vriendschappelijk duel tegen Trinidad en Tobago, werd met 2–0 verloren. Twee positieve resultaten volgden – met een gelijkspel tegen Spanje als hoogtepunt – maar IJsland zakte in het najaar van 2006 weer weg, onder meer met een 4–0 nederlaag tegen Letland; ook in het volgend jaar bleef IJsland slecht presteren. Het elftal won van de zes gespeelde interlands (in 1989 speelde het voor het laatst zo weinig wedstrijden in één kalenderjaar) er één en verloor er vier; het nationaal elftal had een negatief doelsaldo van –6. Op de FIFA-wereldranglijst steeg IJsland desondanks in twaalf maanden twee plaatsen, van positie 95 naar positie 93.

## Balans
| Wedstrijden | Wedstrijden | Wedstrijden | Wedstrijden | Doelpunten | Doelpunten | Doelpunten | Punten |
| Gespeeld    | Winst       | Gelijk      | Verlies     | Voor       | Tegen      | Saldo      | Punten |
| ----------- | ----------- | ----------- | ----------- | ---------- | ---------- | ---------- | ------ |
| 6           | 1           | 1           | 4           | 4          | 10         | –6         | 0.500  |

## Interlands
|                                                        |                                          |       |         |                                                                         |
| 28 februari Vriendschappelijk № 341 «onderlinge duels» | Trinidad en Tobago                       | 2 – 0 | IJsland | Loftus Road, Londen Toeschouwers: 7.980 Scheidsrechter: Mike Dean (ENG) |
| 28 februari Vriendschappelijk № 341 «onderlinge duels» | Dwight Yorke 10' Dwight Yorke 52' (pen.) |       |         | Loftus Road, Londen Toeschouwers: 7.980 Scheidsrechter: Mike Dean (ENG) |

|                                                        |         |       |        |                                                                                   |
| 15 augustus Vriendschappelijk № 342 «onderlinge duels» | IJsland | 0 – 0 | Spanje | Laugardalsvöllur, Reykjavík Toeschouwers: 12.327 Scheidsrechter: Ian Stokes (IRL) |
| 15 augustus Vriendschappelijk № 342 «onderlinge duels» |         |       |        | Laugardalsvöllur, Reykjavík Toeschouwers: 12.327 Scheidsrechter: Ian Stokes (IRL) |

|                                                           |               |                                                                     |         |                                                                                 |
| 2 september Kwalificatie EK 2008 № 343 «onderlinge duels» | Noord-Ierland | 0 – 3                                                               | IJsland | Windsor Park, Belfast Toeschouwers: 13.500 Scheidsrechter: Tommy Skjerven (NOR) |
| 2 september Kwalificatie EK 2008 № 343 «onderlinge duels» |               | 13' Gunnar Þorvaldsson 20' Hermann Hreiðarsson 37' Eiður Guðjohnsen |         | Windsor Park, Belfast Toeschouwers: 13.500 Scheidsrechter: Tommy Skjerven (NOR) |

|                                                           |         |                                           |            |                                                                                       |
| 6 september Kwalificatie EK 2008 № 344 «onderlinge duels» | IJsland | 0 – 2                                     | Denemarken | Laugardalsvöllur, Reykjavík Toeschouwers: 10.007 Scheidsrechter: Nikolay Ivanov (RUS) |
| 6 september Kwalificatie EK 2008 № 344 «onderlinge duels» |         | 4' Dennis Rommedahl 33' Jon Dahl Tomasson |            | Laugardalsvöllur, Reykjavík Toeschouwers: 10.007 Scheidsrechter: Nikolay Ivanov (RUS) |

|                                                         |                                                                                         |       |         |                                                                          |
| 7 oktober Kwalificatie EK 2008 № 345 «onderlinge duels» | Letland                                                                                 | 4 – 0 | IJsland | Skontostadion, Riga Toeschouwers: 6.800 Scheidsrechter: Alan Kelly (IRL) |
| 7 oktober Kwalificatie EK 2008 № 345 «onderlinge duels» | Ģirts Karlsons 17' Māris Verpakovskis 18' Māris Verpakovskis 28' Aleksejs Višņakovs 54' |       |         | Skontostadion, Riga Toeschouwers: 6.800 Scheidsrechter: Alan Kelly (IRL) |

|                                                          |                    |       |                                            |                                                                                         |
| 11 oktober Kwalificatie EK 2008 № 346 «onderlinge duels» | IJsland            | 1 – 2 | Zweden                                     | Laugardalsvöllur, Reykjavík Toeschouwers: 8.725 Scheidsrechter: Grzegorz Gilewski (POL) |
| 11 oktober Kwalificatie EK 2008 № 346 «onderlinge duels» | Arnar Viðarsson 6' |       | 8' Kim Källström 59' Christian Wilhelmsson | Laugardalsvöllur, Reykjavík Toeschouwers: 8.725 Scheidsrechter: Grzegorz Gilewski (POL) |

## FIFA-wereldranglijst
| JAN | FEB | MAR | APR | MEI | JUN | JUL | AUG | SEP | OKT | NOV | DEC |
| --- | --- | --- | --- | --- | --- | --- | --- | --- | --- | --- | --- |
| 95  | 96  | 97  | 97  | 99  | 99  | 107 | 106 | 87  | 95  | 93  | 93  |

## Statistieken
| Árni Arason          | 07.05.1975 | Vålerenga IF         | 6 | 0 | 0 | 6 | 0 |
| Daði Lárusson        | 19.06.1973 | FH Hafnarfjörður     | 0 | 1 | 0 | 1 | 0 |
| Verdediging          |            |                      |   |   |   |   |   |
| Hermann Hreiðarsson  | 11.07.1974 | Charlton Athletic    | 6 | 0 | 1 | 6 | 1 |
| Ívar Ingimarsson     | 20.08.1977 | Reading FC           | 6 | 0 | 0 | 6 | 0 |
| Indriði Sigurðsson   | 12.10.1981 | Lyn Oslo             | 6 | 0 | 0 | 6 | 0 |
| Grétar Steinsson     | 09.01.1982 | AZ                   | 6 | 0 | 0 | 6 | 0 |
| Hjálmar Jónsson      | 29.07.1980 | IFK Göteborg         | 1 | 3 | 0 | 4 | 0 |
| Kristján Sigurðsson  | 07.10.1980 | SK Brann             | 1 | 1 | 0 | 2 | 0 |
| Ármann Björnsson     | 07.01.1981 | SK Brann             | 0 | 1 | 0 | 1 | 0 |
| Middenveld           |            |                      |   |   |   |   |   |
| Joey Guðjónsson      | 25.05.1980 | Burnley FC           | 6 | 0 | 0 | 6 | 0 |
| Arnar Viðarsson      | 15.03.1978 | FC Twente            | 2 | 2 | 1 | 4 | 1 |
| Kári Árnason         | 13.10.1982 | Aarhus GF            | 4 | 0 | 0 | 4 | 0 |
| Brynjar Gunnarsson   | 16.10.1975 | Reading FC           | 3 | 1 | 0 | 4 | 0 |
| Stefán Gíslason      | 15.03.1980 | Lyn Oslo             | 2 | 2 | 0 | 4 | 0 |
| Emil Hallfreðsson    | 29.06.1984 | Tottenham Hotspur    | 2 | 1 | 0 | 3 | 0 |
| Helgi Daníelsson     | 13.07.1981 | Östers IF            | 1 | 2 | 0 | 3 | 0 |
| Matthías Guðmundsson | 01.08.1980 | Valur Reykjavík      | 0 | 1 | 0 | 1 | 0 |
| Ólafur Skúlason      | 01.04.1983 | Brentford FC         | 0 | 1 | 0 | 1 | 0 |
| Gylfi Einarsson      | 27.10.1978 | Leeds United AFC     | 0 | 1 | 0 | 1 | 0 |
| Sigurvin Ólafsson    | 24.04.1984 | FH Hafnarfjörður     | 0 | 1 | 0 | 1 | 0 |
| Aanval               |            |                      |   |   |   |   |   |
| Eiður Guðjohnsen     | 15.09.1978 | FC Barcelona         | 5 | 0 | 1 | 5 | 1 |
| Hannes Sigurðsson    | 10.04.1983 | Brøndby IF           | 4 | 1 | 0 | 5 | 0 |
| Gunnar Þorvaldsson   | 01.04.1982 | Hannover 96          | 3 | 0 | 1 | 3 | 1 |
| Veigar Gunnarsson    | 21.03.1980 | Stabæk               | 0 | 3 | 0 | 3 | 0 |
| Heiðar Helguson      | 22.08.1977 | Fulham FC            | 2 | 0 | 0 | 2 | 0 |
| Marel Baldvinsson    | 18.12.1980 | Breiðablik Kópavogur | 0 | 1 | 0 | 1 | 0 |